# Castalius obscurata
Castalius obscurata är en fjärilsart som beskrevs av Ribbe 1926. Castalius obscurata ingår i släktet Castalius och familjen juvelvingar. Inga underarter finns listade i Catalogue of Life.